# 아버지의 자리
《아버지의 자리》는 1994년 9월 9일에 방송된 MBC 베스트극장으로, 문화방송 베스트극장 극본 공모 입선작이다.

## 줄거리
직업에 대한 열의가 강하고 아이들에 대한 애정도 깊은 초등학교 교사인 정미는 혼자 사는 자신을 못마땅하게 여기던 아버지가 아들의 파산으로 오갈데 없자 같이 살게 된다. 그러면서 사사건건 서로의 일에 대해 간섭을 하게 되면서 자주 충돌한다.

## 등장 인물
- 전운 : 정미의 아버지 역
- 김혜리 : 정미 역
- 안해숙